# Chrysichthys longibarbis
Chrysichthys longibarbis är en fiskart som först beskrevs av Boulenger, 1899.  Chrysichthys longibarbis ingår i släktet Chrysichthys och familjen Claroteidae. IUCN kategoriserar arten globalt som livskraftig. Inga underarter finns listade i Catalogue of Life.